# Żydowskie Kongregacje Wyznaniowe
Żydowskie Kongregacje Wyznaniowe, ŻKW (do 1946: Żydowskie Zrzeszenia Religijne, ŻZR) – działająca od 1945 roku ogólnopolska organizacja zajmująca się zapewnianiem opieki religijnej dla polskich Żydów.
Organizacja została utworzona 6 lutego 1945 roku na podstawie okólnika Ministerstwa Administracji Publicznej. Prawo do utworzenia zrzeszenia miała co najmniej 10-osobowa grupa Żydów. Do kompetencji kongregacji należało m.in. utrzymywanie rabinatu, synagog, cmentarzy, domów modlitwy, szkół religijnych oraz mykw. Zrzeszenia zajmowały się także działalnością dobroczynną, zapewnianiem koszernego pożywienia, zorganizowaniem uboju rytualnego i rewindykacją obiektów służących kultowi religijnemu. Pod auspicjami ŻKW organizowano również kuchnie ludowe, domy noclegowe, domy dziecka i punkty produktywizacyjne. Na czele zrzeszenia stał zarząd, do którego zadań należał m.in. wybór rabina. Nadzór nad wszystkimi organizacjami sprawował Komitet Organizacyjny.
14 lutego 1946 roku w Krakowie odbył się pierwszy zjazd zrzeszeń z całej Polski. W 1947 roku zarejestrowanych było 80 kongregacji podzielonych na 5 okręgów: warszawski, łódzki, krakowski, katowicki i wrocławski. W ramach ŻKW pracowało 25 rabinów, działało 38 synagog i kilkadziesiąt domów modlitwy. Zorganizowano również szkolnictwo religijne, m.in. w Szczecinie, Krakowie i Wrocławiu. Według Gabrieli Zalewskiej w czerwcu 1946 roku w 36 chederach i Talmud Torach prowadzonych przez ŻKW uczyły się ponad 2 tysiące uczniów. Na początku 1947 roku istniały 3 jesziwy oraz 36 niższe szkoły religijne.
1 czerwca 1948 roku organizacja została połączona z Centralnym Komitetem Żydów w Polsce. 1 stycznia 1949 roku funkcjonowało 55 kongregacji. Podczas kongresu w dniach 9–10 sierpnia 1949 roku kongregacje zrzeszyły się w Związek Religijny Wyznania Mojżeszowego w Polsce. Od 1950 roku z powodu braku środków i małej liczby wiernych kongregacje znacząco ograniczyły swoją działalność.